# Понте ди Кастењеро (Виченца)
Понте ди Кастењеро је насеље у Италији у округу Виченца, региону Венето.
Према процени из 2011. у насељу је живело 586 становника. Насеље се налази на надморској висини од 21 м.